# Grottelline
Grottelline è una località del comune di Spinazzola già abitata nel neolitico che comprende 15 complessi rupestri.
Nel 1097 è documentata la presenza dei Cavalieri templari nel Casale Grottellini.
Nel 2017 il Ministero Beni e Attività Culturali ha dichiarato l'interesse culturale del complesso costituito da Masseria Grottelline, Masseria Salomone e l'insediamento rupestre situati in contrada Grottelline ritenuti "rilevanti testimonianze di architettura masserizia premurgiana con ambienti rupestri del XII e XVI secolo - pertanto - sottoposti a vincolo di tutela come prescritto da D.Ls. n.42/2004